# سکوپیتتسه
سکوپیتتسه (به چکی: Skopytce) یک منطقهٔ مسکونی در جمهوری چک است که در منطقه تابور واقع شده‌است. سکوپیتتسه ۷٫۱ کیلومتر مربع مساحت و ۱۵۷ نفر جمعیت دارد و ۴۹۸ متر بالاتر از سطح دریا واقع شده‌است.